# Jinan (Jeolla de Nord)
Jinan (coreeană: 진안군) este un oraș din Coreea de Sud.

## Personalități născute aici
- Chung Sye-kyun (n. 1950), politician, fost premier.